# Bozoó
Bozoó es un municipio en la provincia de Burgos, comunidad autónoma de Castilla y León (España). Se encuentra en la Comarca del Valle del Ebro, en el Partido judicial de Miranda de Ebro.Cuenta con una población de 102 habitantes (INE 2024).

## División administrativa

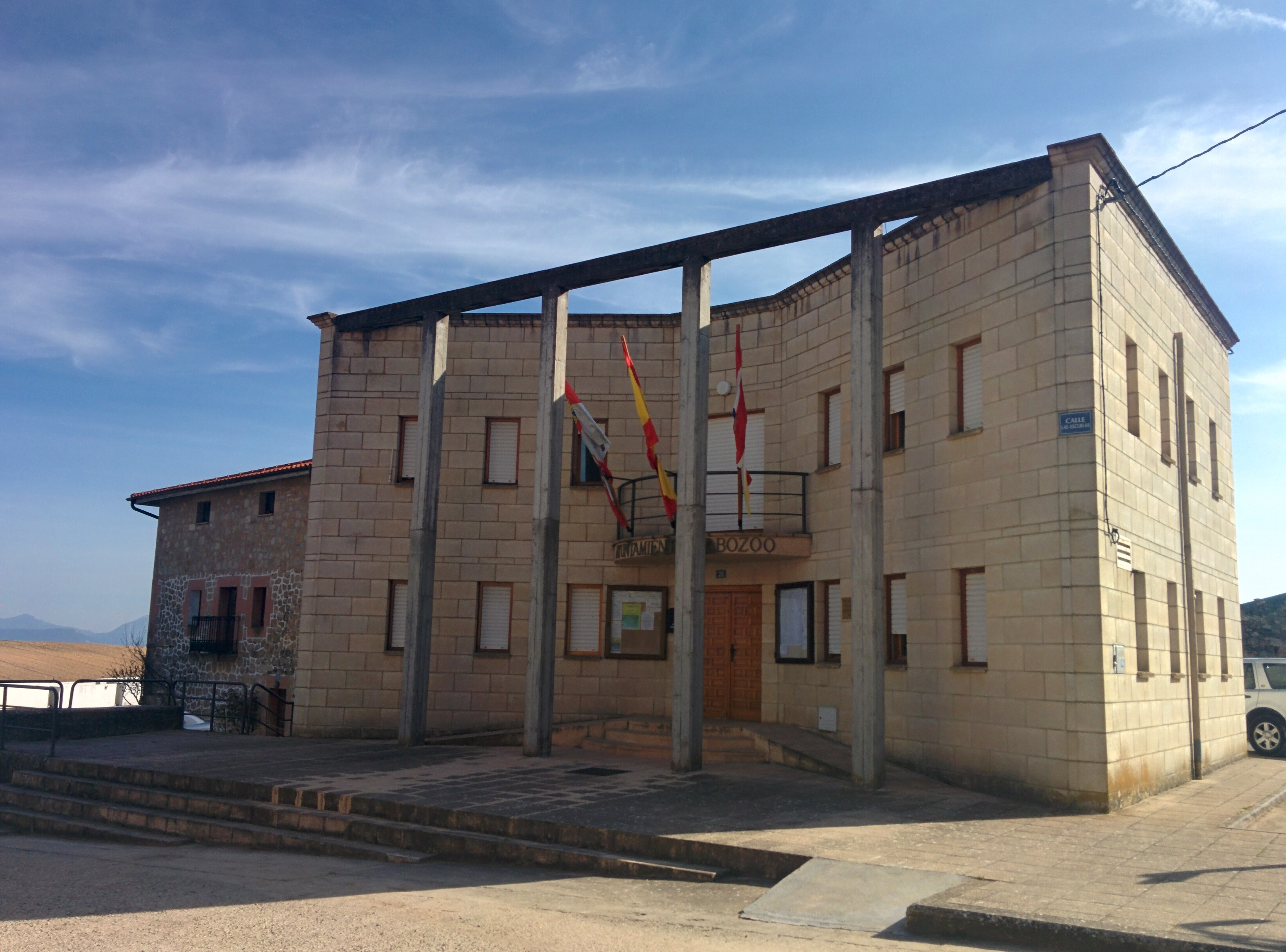
Casa consistorial

La capital del municipio es la villa de Bozoó pero el municipio cuenta además con dos Entidades Locales Menores:
- Portilla
- Villanueva Soportilla

## Geografía
El término municipal tiene un área de 33,16 km² con una población de 102 habitantes (INE 2024) y una densidad de 3,08 hab/km².

## Demografía
Bozoó cuenta con una población de 102 habitantes (INE 2024).
| Gráfica de evolución demográfica de Bozoó entre 1842 y 2021 |
| |
| Población de derecho según los censos de población del INE. Población de hecho según los censos de población del INE.Entre el censo de 1857 y el anterior, este municipio desaparece porque se integra en el municipio Villanueva Soportilla. Entre el censo de 1877 y el anterior, aparece este municipio porque cambia de nombre y desaparece el municipio Villanueva Soportilla. |

| 1991 |  | 1996 |  | 2001 |  | 2004 |
| ---- |  | ---- |  | ---- |  | ---- |
| 109  |  | 105  |  | 117  |  | 110  |

## Historia
Villa, en la categoría de “pueblos solos” en el partido de Bureba jurisdicción de realengo con alcalde ordinario.
A la caída del Antiguo Régimen queda constituida como ayuntamiento constitucional del mismo nombre en el partido de Miranda de Ebro, región de Castilla la Vieja, contaba entonces con 113 habitantes.
Así se describe a Bozoó en el tomo IV del Diccionario geográfico-estadístico-histórico de España y sus posesiones de Ultramar, obra impulsada por Pascual Madoz a mediados del siglo XIX:

Villa con ayuntamiento en la provincia, audiencia territorial, diócesis y capitanía general de Burgos (13 leguas), partido judicial de Miranda de Ebro (2 ½); Situada al pie de una elevada cuesta, combatida por todos los vientos, particularmente el O que perjudica mucho al arbolado; su clima es sano y las enfermedades más comunes, constipados, contando algunos de sus moradores hasta 80 años. Tiene 28 casas de regular construcción, bastante separadas; entre ellas existe la municipalidad en mal estado; una escuela de primeras letras dotada con 18 fanegas de trigo, a la que asisten 14 alumnos; la iglesia parroquial (San Julián y Santa Basilisa), situada al extremo S de la villa; la mitad de su fábrica es de piedra sillería, manifestando los dibujos de su portada y cornisa pertenecer al siglo IX; tiene una capilla muy capaz con su altar de piedra bien trabajado; el coro y sacristía se hicieron en el año 1613, por Juan de Leyba y su esposa Catalina Pérez; su cabildo eclesiástico se componía a últimos del siglo pasado de 2 beneficiados enteros y un medio racionero, habiéndose reducido en 1804 a uno por falta de rentas; en el día está servida por dicho beneficiado de nombramiento del diocesano; a distancia de un tiro de bala hacia el camino de Santa Gadea, se encuentra una ermita bajo el título de San Sebastián mártir, que fue reedificada en el año 1800; existe en ella la imagen de Nuestra Señora de Vardolles, la cual se conduce a la iglesia en rogativa en el mes de mayo, volviéndola en el de septiembre, después de hecha la función de gracias. El término confina por N Orbañanos; E Portilla; S Santa Gadea, y O este último y Pancorbo; en él se encuentra el despoblado de Santiago de la Overuela, situado a la parte O a ¾ de legua y a ½ N una casa en que se fabrican ladrillos, tejas y baldosas; con muchas fuentes de buenas y abundantes aguas esparcidas por el terreno; este se divide en primera, se-gunda y tercera calidad, siendo de la primera las numerosas huertas que hay dentro y fuera de la población, a quienes proporciona el suficiente riego un pequeño arroyo que lleva su curso de N a S; a 2.000 pasos de distancia atravesando la abertura de la cuesta a cuyo pie está situada la villa, se ve el monte que la misma tiene en comunidad con otras limítrofes, poblado de encinas, alcornoques, pinos, robles y otros arbustos, ocupando sobre 3 leguas de circunferencia. Los caminos se dirigen a la Rioja, Valmayor, Orbañanos, de penoso tránsito estos 2 últimos; y el correo lo recibe de Miranda de Ebro por medio de un valijero, que envía el ayuntamiento de Santa Gadea. Producciones: trigo, cebada, comuña, maíz, avena, habas, arvejas, yeros, vino, y ricas hortalizas; cría ganado lanar, cabrío, vacuno, caballar y mular; caza de codornices, perdices, jabalíes y lobos; estos habitantes se dedican exclusivamente a la agricultura y tráfico de ganados; hay un molino encenagado, perteneciente a propios, el cual no lo reedifican por su mucho coste y exposición; Población: 28 vecinos, 113 almas. Capital productivo: 408.810 reales. Imponible: 38.484. Contribución: 1.200 reales 30 maravedíes.
Diccionario geográfico-estadístico-histórico de España y sus posesiones de Ultramar

## Edificios singulares

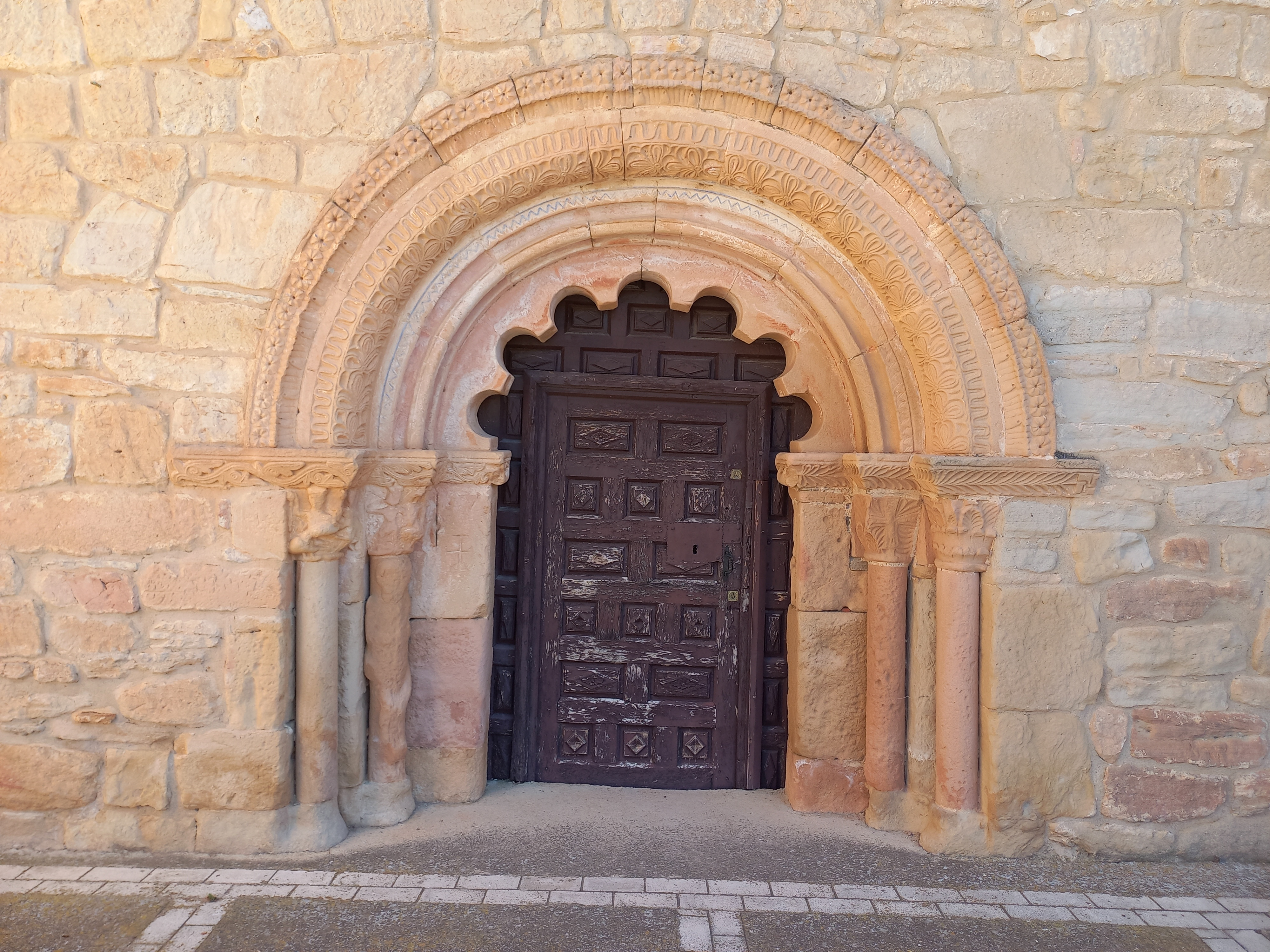
Portada románica de la iglesia de Bozoó.

La iglesia parroquial, dedicada a S. Julián y Sta. Basilisa, presenta dos momentos constructivos claramente diferenciados: un primer desarrollo románico-gótico y un posterior (finales del siglo XII principios del XIII) y una cabecera reformada del siglo XVI.
A la primera construcción románica pertenece la portada en el lado Sur, que cuenta con un arco polilobulado con dos arquivoltas decoradas, columnas de fuste y capiteles adornados con figuras humanas y motivos vegetales aunque muy deteriorados. La construcción actual parece indicar que existió otra portada con el muro Norte de la que se conserva un arco exterior decorado incluido actualmente en el lienzo de esa fachada. El interior de esta nave medieval cuenta con bóveda de cañón apuntada. Un último elemento románico presente en este templo es la pila bautismal. En los pies de la iglesia se abre una ventana de medio punto. La espadaña está exenta a la nave de la iglesia en la esquina Suroeste.

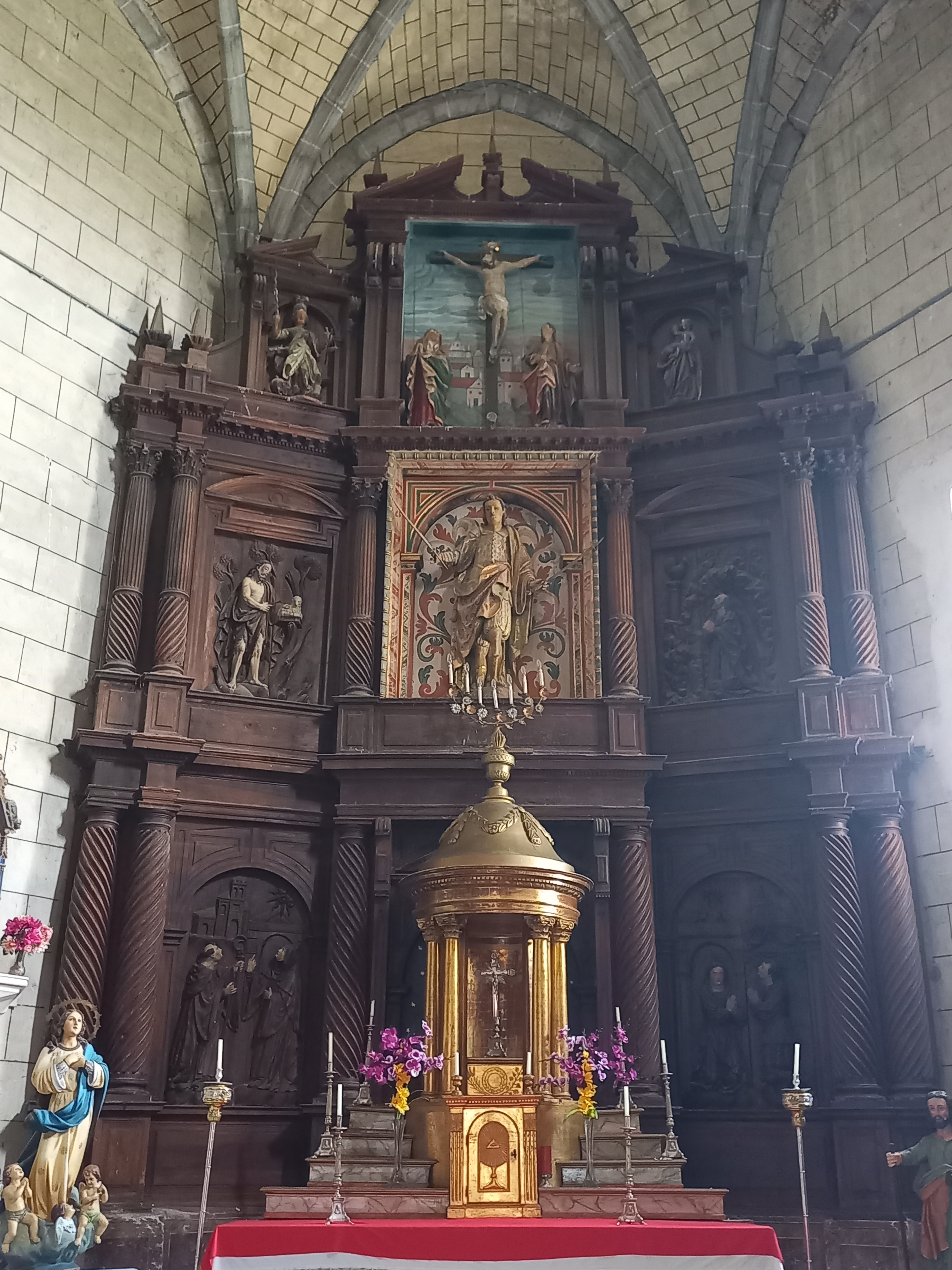
Retablo mayor de la iglesia parroquial de Bozoó

En el siglo XVI la iglesia sufre una importante transformación con la construcción de una nueva cabecera renacentista que duplica la altura de la nave original y cuenta con una bóveda estrellada de piedra y un retablo mayor barroco clasicista hecho en madera de nogal sin dorar, atribuido a Domingo de Arana.

## Medio Ambiente
Pastos, con una extensión de 817,88 ha, para un aprovechamiento de 130 UGM, equivalentes a 130 cabezas de ganado vacuno en el monte de utilidad pública, n.º 690, denominado «Sierra Besantes» de propiedad municipal.